# Micrurus langsdorffi
Micrurus langsdorffi é uma espécie de cobra-coral, um elapídeo do gênero Micrurus. É uma coral tricolor (alguns indivíduos são bicolores) de médio porte, medindo entre 45 e 65 cm (máximo de 70 cm). Apresentar de 18 a 47 anéis vermelhos alternando com 36 a 91 anéis brancos, amarelos, ou vinho, com cada anéis separado por linhas formadas por pontos brancos. Ocorre no sul da Colômbia, norte do Peru, noroeste do Brasil, sul da Venezuela e sul do Equador.